# Gordon Dunn
Gordon Dunn   (Portland, 16 d'abril de 1912 - San Francisco, 26 de juliol de 1964) va ser un atleta estatunidenc, especialista en el llançament de disc, que va competir durant la dècada de 1930. El 1936 va prendre part en els Jocs Olímpics de Berlín, on va guanyar la medalla de plata en la prova del llançament de disc del programa d'atletisme. En el seu palmarès també destaca el campionat de la NCAA i IC4A de 1934. Posteriorment, entre 1949 i 1957, fou alcalde de Fresno.

## Millors marques
- Llançament de pes. 15,94 m (1934)
- Llançament de disc. 52,25 m (1934)[2]